# Leah Malot
Pour les articles homonymes, voir Malot.
Leah Malot (née le 7 juin 1972) est une athlète kényane spécialiste des courses de fond. Pendant sa très longue carrière (1987-2012), elle a notamment battu un record d'Afrique, sur 5 000 mètres, lors de l'ISTAF Berlin de 2000, en 14 min 39 s 83.

## Biographie

### Palmarès
| Date | Compétition                            | Lieu         | Résultat | Épreuve       | Performance     |
| ---- | -------------------------------------- | ------------ | -------- | ------------- | --------------- |
| 1987 | Jeux africains                         | Nairobi      | 1re      | 10 000 m      | 33 min 58 s 15  |
| 1998 | Championnats du monde de cross-country | Marrakech    | 8e       | Cross long    |                 |
| 1998 | Championnats du monde de cross-country | Marrakech    | 1re      | Par équipe    | 30 pts          |
| 1998 | Championnats du monde de semi-marathon | Zurich       | 10e      | Semi-marathon |                 |
| 1998 | Championnats du monde de semi-marathon | Zurich       | 1re      | Par équipe    | 3 h 29 min 43   |
| 1998 | Dam tot Damloop                        | Amsterdam    | 1re      | 10 miles      | 53 min 11 s     |
| 1999 | Championnats du monde de cross-country | Belfast      | 9e       | Cross long    |                 |
| 1999 | Championnats du monde de cross-country | Belfast      | 2e       | Par équipe    | 27 pts          |
| 1999 | Jeux africains                         | Johannesburg | 3e       | 10 000 m      | 32 min 36 s 02  |
| 2000 | Championnats du monde de cross-country | Vilamoura    | 6e       | Cross long    |                 |
| 2000 | Championnats du monde de cross-country | Vilamoura    | 2e       | Par équipe    | 23 pts          |
| 2000 | Finale du Grand Prix IAAF              | Doha         | 2e       | 3 000 m       | 8 min 52 s 73   |
| 2001 | Championnats du monde de cross-country | Ostende      | 6e       | Cross long    |                 |
| 2001 | Championnats du monde de cross-country | Ostende      | 1re      | Par équipe    | 18 pts          |
| 2001 | Finale du Grand Prix IAAF              | Melbourne    | 2e       | 3 000 m       | 9 min 31 s 41   |
| 2002 | Championnats du monde de cross-country | Dublin       | 11e      | Cross long    |                 |
| 2002 | Championnats du monde de cross-country | Dublin       | 3e       | Par équipe    | 41 pts          |
| 2002 | Championnats d'Afrique                 | Radès        | 2e       | 10 000 m      | 32 min 00 s 78  |
| 2003 | Jeux africains                         | Abuja        | 3e       | 10 000 m      | 32 min 56 s 43  |
| 2009 | Marathon de Berlin                     | Berlin       | 6e       | Marathon      | 2 h 29 min 17 s |

### Records
| Épreuve       | Performance     | Lieu    | Date               |
| ------------- | --------------- | ------- | ------------------ |
| 3 000 mètres  | 8 min 35 s 74   | Rome    | 7 juillet 1999     |
| 5 000 mètres  | 14 min 39 s 83  | Berlin  | 1er septembre 2000 |
| 10 000 mètres | 30 min 57 s 70  | Hechtel | 5 août 2000        |
| Marathon      | 2 h 29 min 17 s | Berlin  | 20 septembre 2009  |